# Ophiarachnella angulata
Ophiarachnella angulata is een slangster uit de familie Ophiodermatidae.
De wetenschappelijke naam van de soort werd in 1883 gepubliceerd door Theodore Lyman.